# Baratovite
La baratovite è un minerale.